# Синдром на Котов
В шахмата, Синдром на Котов е феномен, за пръв път описан в книгата от 1971 г. на Александър Котов „Мисли като гросмайстор“. Наблюдава се, когато шахматистът мисли задълбочено и за дълъг период от време върху сложна позиция, но не намира ясен изход. Когато играчът забележи, че изостава с времето, бързо изиграва ход, често възможно най-лошият, който изобщо не е обмислян първоначално, и впоследствие губи партията. Веднъж така описан като термин, много състезатели се съгласяват, че процесът е много познат и общ.